# Hans-Dieter Flick
Hans-Dieter "Hansi" Flick (Heidelberg, 24 de fevereiro de 1965) é um treinador e ex-futebolista alemão que atuava como meio-campista. Atualmente comanda o Barcelona. Foi auxiliar-técnico sob o comando de Joachim Löw na Seleção Alemã entre 2006 e 2014.

## Carreira

### Como jogador
Era um meio-campista que disputou 128 partidas e marcou 7 gols pelo Bayern de Munique entre 1984 e 1990. Flick também disputou 50 partidas pelo Colônia entre 1990 e 1993, marcando um gol. 

### Como técnico
Treinou o Hoffenheim por cinco anos, até ser despedido em 2005. Em seguida, trabalhou como assistente no Red Bull Salzburgo. Foi nomeado auxiliar-técnico da Seleção Alemã no dia 23 de agosto de 2006. Flick comandou a Alemanha na partida contra Portugal, válida pela Eurocopa de 2008, por conta da expulsão de Joachim Löw na partida anterior. Os alemães venceram por 3 a 2.

#### Bayern de Munique
Assumiu o clube interinamente em 2019, na décima rodada da Bundesliga. Depois de ser goleado por 5 a 1 pelo Eintracht Frankfurt, o então treinador Niko Kovač foi demitido. Em sua primeira temporada como técnico do Bayern de Munique conquistou a Liga dos Campeões da UEFA, além da Bundesliga e a Copa da Alemanha.

#### Seleção alemã
Em maio de 2021, o treinador assinou contrato com a Federação Alemã de Futebol para treinar a seleção até o ano de 2024, ano esse onde a Alemanha será o palco da Eurocopa.
Em 10 de setembro de 2023, foi demitido do cargo de treinador. A má fase da equipe nacional contribuiu para a decisão, tomada no dia seguinte à goleada que os alemães sofreram diante do Japão, por 4 a 1, em Wolfsburg.

#### Barcelona
Em 29 de maio de 2024, foi anunciado como novo técnico do Barcelona. O treinador alemão assinou contrato até junho de 2026.
Comandando o Barcelona, Flick conquistou a Supercopa da Espanha de 2024–25 e a Copa del Rey.
O Barcelona está na semifinal da UEFA Champions League e é líder da La Liga de 2024–25. 

## Jogos pela seleção alemã
Legenda:      Vitórias —      Empates —      Derrotas
|      | Data           | Competição                             | Local           | Placar | Adversário         | Ref.   |      |
| 2021 | 2021           | 2021                                   | 2021            | 2021   | 2021               | 2021   | 2021 |
| ---- | -------------- | -------------------------------------- | --------------- | ------ | ------------------ | ------ | ---- |
| 1    | 2 de setembro  | Eliminatórias da Copa do Mundo de 2022 | St. Gallen      | 2 – 0  | Liechtenstein      | [ 6 ]  |      |
| 2    | 5 de setembro  | Eliminatórias da Copa do Mundo de 2022 | Stuttgart       | 6 – 0  | Armênia            | [ 7 ]  |      |
| 3    | 8 de setembro  | Eliminatórias da Copa do Mundo de 2022 | Reykjavík       | 4 – 0  | Islândia           | [ 8 ]  |      |
| 4    | 8 de outubro   | Eliminatórias da Copa do Mundo de 2022 | Hamburgo        | 2 – 1  | Romênia            | [ 9 ]  |      |
| 5    | 11 de outubro  | Eliminatórias da Copa do Mundo de 2022 | Skopje          | 4 – 0  | Macedônia do Norte | [ 10 ] |      |
| 6    | 11 de novembro | Eliminatórias da Copa do Mundo de 2022 | Wolfsburg       | 9 – 0  | Liechtenstein      | [ 11 ] |      |
| 7    | 14 de novembro | Eliminatórias da Copa do Mundo de 2022 | Yerevan         | 4 – 1  | Armênia            | [ 12 ] |      |
| 2022 |                |                                        |                 |        |                    |        |      |
| 8    | 26 de março    | Amistoso                               | Sinsheim        | 2 – 0  | Israel             | [ 13 ] |      |
| 9    | 29 de março    | Amistoso                               | Amsterdam       | 1 – 1  | Países Baixos      | [ 14 ] |      |
| 10   | 4 de junho     | Liga das Nações de 2022–23             | Bolonha         | 1 – 1  | Itália             | [ 15 ] |      |
| 11   | 7 de junho     | Liga das Nações de 2022–23             | Munique         | 1 – 1  | Inglaterra         | [ 16 ] |      |
| 12   | 11 de junho    | Liga das Nações de 2022–23             | Budapeste       | 1 – 1  | Hungria            | [ 17 ] |      |
| 13   | 14 de junho    | Liga das Nações de 2022–23             | Mönchengladbach | 5 – 2  | Itália             | [ 18 ] |      |
| 14   | 23 de setembro | Liga das Nações de 2022–23             | Leipzig         | 0 – 1  | Hungria            | [ 19 ] |      |
| 15   | 26 de setembro | Liga das Nações de 2022–23             | Londres         | 3 – 3  | Inglaterra         | [ 20 ] |      |
| 16   | 16 de novembro | Amistoso                               | Mascate         | 1 – 0  | Omã                | [ 21 ] |      |
| 17   | 23 de novembro | Copa do Mundo de 2022                  | Al Rayyan       | 1 – 2  | Japão              | [ 22 ] |      |
| 18   | 27 de novembro | Copa do Mundo de 2022                  | Al Khor         | 1 – 1  | Espanha            | [ 23 ] |      |
| 19   | 1 de dezembro  | Copa do Mundo de 2022                  | Al Khor         | 4 – 2  | Costa Rica         | [ 24 ] |      |
| 2023 |                |                                        |                 |        |                    |        |      |
| 20   | 25 de março    | Amistoso                               | Mainz           | 2 – 0  | Peru               | [ 25 ] |      |
| 21   | 28 de março    | Amistoso                               | Colônia         | 2 – 3  | Bélgica            | [ 26 ] |      |
| 22   | 12 de junho    | Amistoso                               | Bremen          | 3 – 3  | Ucrânia            | [ 27 ] |      |
| 23   | 16 de junho    | Amistoso                               | Varsóvia        | 0 – 1  | Polónia            | [ 28 ] |      |
| 24   | 20 de junho    | Amistoso                               | Gelsenkirchen   | 0 – 2  | Colômbia           | [ 29 ] |      |
| 25   | 9 de setembro  | Amistoso                               | Wolfsburg       | 1 – 4  | Japão              | [ 30 ] |      |

## Estatísticas
| Clube              | Jogos | Vitórias | Empates | Derrotas | Aproveitamento |
| ------------------ | ----- | -------- | ------- | -------- | -------------- |
| Victoria Bammental | 122   | 44       | 33      | 45       | 45.08%         |
| Hoffenheim         | 195   | 88       | 46      | 61       | 52.99%         |
| Bayern de Munique  | 86    | 70       | 8       | 8        | 84.5%          |
| Alemanha           | 25    | 12       | 7       | 6        | 57.33%         |
| Barcelona          | 45    | 34       | 5       | 6        | 79.26%         |

## Títulos

### Como jogador
Bayern de Munique
- Bundesliga: 1985–86, 1986–87, 1988–89 e 1989–90
- Supercopa da Alemanha: 1987
- Copa da Alemanha: 1985–86

### Como auxiliar-técnico
Seleção Alemã
- Copa do Mundo FIFA: 2014

### Como treinador
Bayern de Munique
- Campeonato Alemão: 2019–20, 2020–21
- Copa da Alemanha: 2019–20
- Liga dos Campeões da UEFA: 2019–20
- Supercopa da UEFA: 2020
- Supercopa da Alemanha: 2020
- Copa do Mundo de Clubes da FIFA: 2020

Barcelona
- Supercopa da Espanha: 2024–25
- Copa do Rei: 2024–25
- La Liga: 2024–25[31]

### Prêmios individuais
- Melhor Treinador do Ano da UEFA: 2019–20
- Treinador de Futebol do Ano na Alemanha: 2020
- Melhor Treinador do Mundo da IFFHS: 2020
- Melhor treinador do mundo pela revista World Soccer: 2020
- Treinador do ano pela Globe Soccer Awards: 2020